# Czechy na Zimowych Igrzyskach Olimpijskich 2002
Czechy na Zimowych Igrzyskach Olimpijskich 2002 reprezentowało 76 zawodników, 57 mężczyzn i 19 kobiet.

## Zdobyte medale
| Medal  | Zawodnik            | Dyscyplina          | Konkurencja           | Rezultat   |
| ------ | ------------------- | ------------------- | --------------------- | ---------- |
| Złoto  | Aleš Valenta        | Narciarstwo dowolne | Skoki akrobatyczne    | 257,02 pkt |
| Srebro | Kateřina Neumannová | Biegi narciarskie   | Bieg łączony na 10 km | 25:10,0    |
| Srebro | Kateřina Neumannová | Biegi narciarskie   | Bieg łączony na 15 km | 40:01,3    |

## Skład kadry

### Biathlon
Mężczyźni
| Zawodnik                                            | Konkurencja         | czas biegu | Kary | Pozycja |
| --------------------------------------------------- | ------------------- | ---------- | ---- | ------- |
| Zdeněk Vítek                                        | Sprint mężczyzn     | 26:14,0    | 1    | 14.     |
| Roman Dostál                                        | Sprint mężczyzn     | 27:04,9    | 2    | 34.     |
| Tomáš Holubec                                       | Sprint mężczyzn     | 27:01,8    | 1    | 32.     |
| Petr Garabík                                        | Sprint mężczyzn     | 27:30,9    | 2    | 47.     |
| Zdeněk Vítek                                        | Bieg pościgowy      | 34:21,0    | 3    | 17.     |
| Roman Dostál                                        | Bieg pościgowy      | 37:26,8    | 6    | 44.     |
| Tomáš Holubec                                       | Bieg pościgowy      | 37:31,1    | 6    | 45.     |
| Petr Garabík                                        | Bieg indywidualny   | 55:12,2    | 2    | 25.     |
| Roman Dostál                                        | Bieg indywidualny   | 56:19,6    | 4    | 35.     |
| Ivan Masařík                                        | Bieg indywidualny   | 56:40,6    | 3    | 42.     |
| Zdeněk Vítek                                        | Bieg indywidualny   | 58:07,9    | 6    | 57.     |
| Petr Garabík Ivan Masařík Roman Dostál Zdeněk Vítek | Sztafeta 4 × 7,5 km | 1:26:36,1  | 0    | 5.      |

Kobiety
| Zawodnik                                                                        | Konkurencja               | czas biegu | Kary | Pozycja |
| ------------------------------------------------------------------------------- | ------------------------- | ---------- | ---- | ------- |
| Irena Novotná-Česneková                                                         | Sprint kobiet – 7,5 km    | 22:33,5    | 0    | 22.     |
| Magda Rezlerová                                                                 | Sprint kobiet – 7,5 km    | 23:05,0    | 2    | 32.     |
| Eva Háková                                                                      | Sprint kobiet – 7,5 km    | 23:09,4    | 1    | 34.     |
| Kateřina Losmanová-Holubcová                                                    | Sprint kobiet – 7,5 km    | 23:14,6    | 2    | 39.     |
| Kateřina Losmanová-Holubcová                                                    | Bieg pościgowy – 10 km    | 34:04,7    | 2    | 22.     |
| Eva Háková                                                                      | Bieg pościgowy – 10 km    | 34:20,1    | 2    | 25.     |
| Irena Novotná-Česneková                                                         | Bieg pościgowy – 10 km    | 34:41,7    | 3    | 31.     |
| Magda Rezlerová                                                                 | Bieg pościgowy – 10 km    | 35:02,9    | 4    | 34.     |
| Kateřina Losmanová-Holubcová                                                    | Bieg indywidualny – 15 km | 50:42,0    | 3    | 19.     |
| Zdeňka Vejnarová                                                                | Bieg indywidualny – 15 km | 50:54,7    | 1    | 23.     |
| Irena Novotná-Česneková                                                         | Bieg indywidualny – 15 km | 51:28,0    | 2    | 28.     |
| Eva Háková                                                                      | Bieg indywidualny – 15 km | 52:11,0    | 3    | 35.     |
| Kateřina Losmanová-Holubcová Magda Rezlerová Irena Novotná-Česneková Eva Háková | Sztafeta 4 × 7,5 km       | 1:31:07,6  | 0    | 8.      |

### Biegi narciarskie
Mężczyźni
| Zawodnik                                        | Konkurencja        | czas      | Pozycja |
| ----------------------------------------------- | ------------------ | --------- | ------- |
| Jiří Magál                                      | Bieg na 15 km      | 39:48,6   | 29.     |
| Petr Michl                                      | Bieg na 15 km      | 40:00,2   | 34.     |
| Milan Šperl                                     | Bieg na 15 km      | 41:16,7   | 45.     |
| Lukáš Bauer                                     | Bieg na 30 km      | 1:12:22,3 | 6.      |
| Martin Koukal                                   | Bieg na 30 km      | 1:14:25,9 | 20.     |
| Petr Michl                                      | Bieg na 30 km      | 1:14:40,0 | 24.     |
| Jiří Magál                                      | Bieg na 30 km      | 1:17:18,3 | 43.     |
| Lukáš Bauer                                     | Bieg na 50 km      | 2:10:41,9 | 8.      |
| Jiří Magál                                      | Bieg na 50 km      | 2:15:06,8 | 19.     |
| Petr Michl                                      | Bieg na 50 km      | 2:23:43,3 | 42.     |
| Milan Šperl                                     | Bieg na 50 km      | 2:28:28,8 | 49.     |
| Lukáš Bauer                                     | Bieg łączony       | 51:20,0   | 12.     |
| Martin Koukal                                   | Bieg łączony       | 54:44,7   | 44.     |
| Milan Šperl                                     | Bieg łączony       | 56:38,3   | 52.     |
| Martin Koukal                                   | Sprint             | 3:02,6    | 10.     |
| Martin Koukal Jiří Magál Lukáš Bauer Petr Michl | Sztafeta 4 × 10 km | 1:35:31,3 | 7.      |

Kobiety
| Zawodnik                                                                             | Konkurencja       | czas      | Pozycja |
| ------------------------------------------------------------------------------------ | ----------------- | --------- | ------- |
| Kamila Rajdlová                                                                      | Bieg na 10 km     | 30:17,9   | 26.     |
| Ilona Bublová                                                                        | 32:32,8           | 49.       |         |
| Kateřina Neumannová                                                                  | Bieg na 15 km     | 40:01,3   | srebro  |
| Kateřina Hanušová-Nash                                                               | Bieg na 15 km     | 42:15,7   | 20.     |
| Helena Balatková-Erbenová                                                            | Bieg na 15 km     | 44:17,8   | 41.     |
| Ilona Bublová                                                                        | Bieg na 15 km     | 47:31,8   | 51.     |
| Kamila Rajdlová                                                                      | Bieg na 30 km     | 1:41:57,7 | 27.     |
| Kateřina Hanušová-Nash                                                               | Bieg na 30 km     | 1:48:52,6 | 40.     |
| Kateřina Neumannová                                                                  | Bieg łączony      | 25:39,4   | srebro  |
| Helena Balatková-Erbenová                                                            | Bieg łączony      | 28:28,2   | 42.     |
| Kamila Rajdlová                                                                      | Bieg łączony      | 28:22,5   | 45.     |
| Kateřina Hanušová-Nash                                                               | Bieg łączony      | 14:55,0   | 62.     |
| Kateřina Neumannová                                                                  | Sprint            | 3:18,9    | 13.     |
| Helena Balatková-Erbenová                                                            | Sprint            | 3:29,23   | 42.     |
| Ilona Bublová                                                                        | Sprint            | 3:29,35   | 43.     |
| Helena Balatková-Erbenová Kamila Rajdlová Kateřina Neumannová Kateřina Hanušová-Nash | Sztafeta 4 × 5 km | 50:35,2   | 4.      |

### Bobsleje
Mężczyźni
| Osada  | Zawodnicy                                                           | Konkurencja | Ślizg 1 | Ślizg 2 | Ślizg 3 | Ślizg 4 | Łącznie | Pozycja |
| ------ | ------------------------------------------------------------------- | ----------- | ------- | ------- | ------- | ------- | ------- | ------- |
| CZE-Ii | Ivo Danilevič Roman Gomola                                          | Dwójki      | 48,19   | 48,28   | 48,35   | 48,26   | 3:13,08 | 16.     |
| CZE-I  | Jan Kobián Pavel Puškár                                             | Dwójki      | 48,22   | 48,03   | 48,35   | 48,50   | 3:13,10 | 19.     |
| CZE-I  | Pavel Puškár Milan Studnička Peter Kondrát Ivo Danilevič Jan Kobián | Czwórki     | 47,23   | 47,17   | 47,58   | 47,95   | 3:09,93 | 15.     |

### Hokej na lodzie

#### Turniej mężczyzn
Reprezentacja mężczyzn
| - Petr Čajánek - Jiří Dopita - Radek Dvořák - Patrik Eliáš - Roman Hamrlík - Dominik Hašek - Martin Havlát - Milan Hejduk - Jan Hrdina - Jaromír Jágr - Tomáš Kaberle |  | - Pavel Kubina - Robert Lang - Pavel Patera - Robert Reichel - Martin Ručinský - Martin Škoula - Richard Šmehlík - Jaroslav Špaček - Petr Sýkora - Michal Sýkora |

Reprezentacja Czech brała udział w rozgrywkach grupy C (pierwsza runda) turnieju olimpijskiego, w której zajęła 2. miejsce i awansowała do ćwierćfinału w którym uległa drużynie Rosji 0:1. Ostatecznie reprezentacja Czech została sklasyfikowana na miejscach 5.–8.

#### Runda pierwsza
Grupa C
| Drużyna | M | Mecze | Mecze | Mecze | Bramki | Bramki | Bramki | Pkt |
| Drużyna | M | W     | R     | P     | +      | −      | +/−    | Pkt |
| ------- | - | ----- | ----- | ----- | ------ | ------ | ------ | --- |
| Szwecja | 3 | 3     | 0     | 0     | 14     | 4      | +10    | 6   |
| Czechy  | 3 | 1     | 1     | 1     | 12     | 7      | +5     | 3   |
| Kanada  | 3 | 1     | 1     | 1     | 8      | 10     | -2     | 3   |
| Niemcy  | 3 | 0     | 0     | 3     | 5      | 18     | -13    | 0   |

Wyniki
| 15 lutego 2002 | Czechy | 8:2 | Niemcy | Peaks Ice Arena Provo |

| Godzina: 19:00 |  | (3:0, 3:1, 2:1) |  | Widzów: 6303 |

| 17 lutego 2002 | Szwecja | 2:1 | Czechy | E Center West Valley City |

| Godzina: 16:05 |  | (1:0, 1:1, 0:0) |  | Widzów: 8599 |

| 18 lutego 2002 | Czechy | 3:3 | Kanada | E Center West Valley City |

| Godzina: 19:00 |  | (1:1, 1:1, 1:1) |  | Widzów: 8599 |

#### Ćwierćfinał
| 20 lutego 2002 | Czechy | 0:1 | Rosja | Peaks Ice Arena Provo |

| Godzina: 13:30 |  | (0:0, 0:1, 0:0) | 24:48 Maksim Afinogienow | Widzów: 5219 Sędzia główny: Stephen Walkom |

### Kombinacja norweska
Mężczyźni
| Zawodnik      | Konkurencja                       | Skoki narciarskie | Skoki narciarskie | Skoki narciarskie | Skoki narciarskie | Skoki narciarskie | Skoki narciarskie | Bieg narciarski | Bieg narciarski | Strata    | Pozycja |
| Zawodnik      | Konkurencja                       | Skok 1            | Nota              | Skok 2            | Nota              | Punkty            | Pozycja           | Czas biegu      | Pozycja         | Strata    | Pozycja |
| ------------- | --------------------------------- | ----------------- | ----------------- | ----------------- | ----------------- | ----------------- | ----------------- | --------------- | --------------- | --------- | ------- |
| Pavel Churavý | Indywidualnie (metoda Gundersena) | 90,5              | 114,0             | 91,0              | 114,5             | 228,5             | 16.               | 39:56,3         | 25.             | + 3:59,6  | 16.     |
| Ladislav Rygl | Indywidualnie (metoda Gundersena) | 82,0              | 95,0              | 82,0              | 94,5              | 189,5             | 41.               | 39:36,5         | 21.             | + 6:54,8  | 39.     |
| Milan Kučera  | Indywidualnie (metoda Gundersena) | 88,5              | 109,0             | 83,0              | 73,0              | 182,0             | 44.               | 41:24,4         | 39.             | + 7:08,0  | 41.     |
| Petr Šmejc    | Indywidualnie (metoda Gundersena) | 90,0              | 113,5             | 88,0              | 110,0             | 223,5             | 19.               | 45:33,7         | 44.             | + 10:02,0 | 43.     |

Sprint
| Zawodnik      | Konkurencja   | Skoki narciarskie | Skoki narciarskie | Skoki narciarskie | Bieg narciarski | Bieg narciarski | Strata   | Pozycja |
| Zawodnik      | Konkurencja   | Skok 1            | Nota              | Pozycja           | Czas biegu      | Pozycja         | Strata   | Pozycja |
| ------------- | ------------- | ----------------- | ----------------- | ----------------- | --------------- | --------------- | -------- | ------- |
| Pavel Churavý | Indywidualnie | 112,5             | 102,5             | 21.               | 16:38,0         | 13.             | + 1:17,9 | 15.     |
| Petr Šmejc    | Indywidualnie | 117,0             | 110,4             | 10.               | 17:41,9         | 34.             | + 1:51,8 | 24.     |
| Milan Kučera  | Indywidualnie | 111,0             | 100,2             | 26.               | 17:44,5         | 36.             | + 2:33,4 | 35.     |

Drużynowo
| Zawodnik                                              | Skoki narciarskie   | Skoki narciarskie       | Skoki narciarskie   | Skoki narciarskie       | Skoki narciarskie | Skoki narciarskie | Bieg narciarski | Bieg narciarski | Strata   | Miejsce |
| Zawodnik                                              | Skok 1              | Skok 1                  | Skok 2              | Skok 2                  | Nota Łącznie      | Pozycja           | Bieg narciarski | Bieg narciarski | Strata   | Miejsce |
| Zawodnik                                              | Odległość           | Nota                    | Odległość           | Nota                    | Nota Łącznie      | Pozycja           | Czas biegu      | Pozycja         | Strata   | Miejsce |
| ----------------------------------------------------- | ------------------- | ----------------------- | ------------------- | ----------------------- | ----------------- | ----------------- | --------------- | --------------- | -------- | ------- |
| Petr Šmejc Milan Kučera Lukáš Heřmanský Pavel Churavý | 89,5 88,5 90,0 93,0 | 110,5 109,5 112,0 116,0 | 92,5 87,0 86,0 93,5 | 118,0 105,0 103,0 118,0 | 892,0             | 6.                | 51:35,8         | 9.              | + 4:46,6 | 9.      |

### Łyżwiarstwo figurowe
| Zawodnik                        | Konkurencja     | Nota | Pozycja |
| ------------------------------- | --------------- | ---- | ------- |
| Kateřina Beránková Otto Dlabola | Pary sportowe   | 11,5 | 8.      |
| Kateřina Kovalová David Szurman | Tańce na lodzie | 40,4 | 20.     |

### Łyżwiarstwo szybkie
Mężczyźni
| Zawodnik     | Konkurencja    | Konkurencja    |
| Zawodnik     | Bieg na 1000 m | Bieg na 1000 m |
| Zawodnik     | Czas           | Miejsce        |
| ------------ | -------------- | -------------- |
| David Kramár | 1:14,05        | 43.            |

### Narciarstwo alpejskie
Mężczyźni
| Zawodnik       | Konkurencja | Konkurencja | Konkurencja              | Konkurencja              | Konkurencja                 | Konkurencja                 | Konkurencja                 | Konkurencja                 | Konkurencja                 | Konkurencja                 | Konkurencja                 | Konkurencja                 | Konkurencja | Konkurencja                       | Konkurencja                       | Konkurencja                       |
| Zawodnik       | Zjazd       | Zjazd       | Supergigant              | Supergigant              | Slalom gigant               | Slalom gigant               | Slalom gigant               | Slalom gigant               | Slalom specjalny            | Slalom specjalny            | Slalom specjalny            | Slalom specjalny            | Kombinacja  | Kombinacja                        | Kombinacja                        | Kombinacja                        |
| Zawodnik       | Czas        | Pozycja     | Czas                     | Pozycja                  | Czas 1. przejazdu           | Czas 2. przejazdu           | Czas łączny                 | Pozycje                     | Czas 1. przejazdu           | Czas 2. przejazdu           | Czas łączny                 | Pozycja                     | Zjazd       | Slalom                            | Łączny czas                       | Pozycja                           |
| -------------- | ----------- | ----------- | ------------------------ | ------------------------ | --------------------------- | --------------------------- | --------------------------- | --------------------------- | --------------------------- | --------------------------- | --------------------------- | --------------------------- | ----------- | --------------------------------- | --------------------------------- | --------------------------------- |
| Ondřej Bank    | 1:43,33     | 39.         |                          |                          | Nie ukończył 1-go przejazdu | Nie ukończył 1-go przejazdu | Nie ukończył 1-go przejazdu | Nie ukończył 1-go przejazdu | 52,37                       | Nie ukończył 2. przejazdu   | Nie ukończył 2. przejazdu   | Nie ukończył 2. przejazdu   | 1:42,71     | Nie ukończył 2. przejazdu slalomu | Nie ukończył 2. przejazdu slalomu | Nie ukończył 2. przejazdu slalomu |
| Borek Zakouřil | 1:43,63     | 40.         | Nie ukończył konkurencji | Nie ukończył konkurencji | 1:15,56                     | Nie ukończył 2. przejazdu   | Nie ukończył 2. przejazdu   | Nie ukończył 2. przejazdu   |                             |                             |                             |                             | 1:41,64     | 1:43,56                           | 3:25,20                           | 12.                               |
| Jan Holický    | 1:45,49     | 46.         |                          |                          |                             |                             |                             |                             | Nie ukończył 1-go przejazdu | Nie ukończył 1-go przejazdu | Nie ukończył 1-go przejazdu | Nie ukończył 1-go przejazdu | 1:42,85     | 1:48,30                           | 3:31,15                           | 20.                               |
| Petr Záhrobský |             |             | 1:25,67                  | 24.                      | 1:15,82                     | 1:14,14                     | 2:29,96                     | 31.                         |                             |                             |                             |                             |             |                                   |                                   |                                   |

Kobiety
| Zawodniczka          | Konkurencja | Konkurencja | Konkurencja               | Konkurencja               | Konkurencja       | Konkurencja                | Konkurencja                | Konkurencja                | Konkurencja                  | Konkurencja                  | Konkurencja                  | Konkurencja                  | Konkurencja                          | Konkurencja                          | Konkurencja                          | Konkurencja                          |
| Zawodniczka          | Zjazd       | Zjazd       | Supergigant               | Supergigant               | Slalom gigant     | Slalom gigant              | Slalom gigant              | Slalom gigant              | Slalom specjalny             | Slalom specjalny             | Slalom specjalny             | Slalom specjalny             | Kombinacja                           | Kombinacja                           | Kombinacja                           | Kombinacja                           |
| Zawodniczka          | Czas        | Pozycja     | Czas                      | Pozycja                   | Czas 1. przejazdu | Czas 2. przejazdu          | Czas łączny                | Pozycja                    | Czas 1. przejazdu            | Czas 2. przejazdu            | Czas łączny                  | Pozycja                      | Zjazd                                | Slalom                               | Łączny czas                          | Pozycja                              |
| -------------------- | ----------- | ----------- | ------------------------- | ------------------------- | ----------------- | -------------------------- | -------------------------- | -------------------------- | ---------------------------- | ---------------------------- | ---------------------------- | ---------------------------- | ------------------------------------ | ------------------------------------ | ------------------------------------ | ------------------------------------ |
| Gabriela Martinovová | 1:44,25     | 30.         | Nie ukończyła konkurencji | Nie ukończyła konkurencji |                   |                            |                            |                            |                              |                              |                              |                              | 1:19,17                              | 1:39,49                              | 2:58,66                              | 23.                                  |
| Lucie Hrstková       |             |             | 1:16,56                   | 25.                       | 1:18,87           | Nie ukończyła 2. przejazdu | Nie ukończyła 2. przejazdu | Nie ukończyła 2. przejazdu | Nie ukończyła 1-go przejazdu | Nie ukończyła 1-go przejazdu | Nie ukończyła 1-go przejazdu | Nie ukończyła 1-go przejazdu | nie ukończyła 1-go przejazdu slalomu | nie ukończyła 1-go przejazdu slalomu | nie ukończyła 1-go przejazdu slalomu | nie ukończyła 1-go przejazdu slalomu |
| Eva Kurfürstová      |             |             |                           |                           | 1:18,92           | 1:17,28                    | 2:36,20                    | 23.                        | 56,79                        | 57,40                        | 1:54,19                      | 21.                          |                                      |                                      |                                      |                                      |
| Petra Zakouřilová    |             |             |                           |                           | 1:19,07           | 1:17,76                    | 2:36,83                    | 27.                        | 56,22                        | Nie ukończyła 2. przejazdu   | Nie ukończyła 2. przejazdu   | Nie ukończyła 2. przejazdu   | 1:19,90                              | 1:31,93                              | 2:51,83                              | 16.                                  |

### Narciarstwo dowolne
Mężczyźni
| Aleš Valenta | Skoki akrobatyczne | 119,48 | 115,03 | 234,51 | 8. | 127,04 | 129,98 | 257,02 | złoto |

Kobiety
| Nikola Sudová | Jazda po muldach | 21,49 | 19. | Nie awansowała | Nie awansowała |

### Saneczkarstwo
Mężczyźni
| Zawodnik       | Konkurencja | Ślizg 1 | Ślizg 2 | Ślizg 3 | Ślizg 4 | Łącznie  | Pozycja |
| -------------- | ----------- | ------- | ------- | ------- | ------- | -------- | ------- |
| Michal Kvíčala | Jedynki     | 46,659  | 45,932  | 46,001  | 45,681  | 3:04,273 | 30.     |

Kobiety
| Zawodnik        | Konkurencja | Ślizg 1 | Ślizg 2 | Ślizg 3 | Ślizg 4 | Łącznie  | Pozycja |
| --------------- | ----------- | ------- | ------- | ------- | ------- | -------- | ------- |
| Markéta Jeriová | Jedynki     | 44,710  | 43,764  | 43,845  | 43,811  | 2:56,130 | 19.     |

### Short track
Kobiety
| Zawodniczka      | Konkurencja         | Kwalifikacje | Kwalifikacje | Ćwierćfinał    | Ćwierćfinał    | Półfinał       | Półfinał       | Finał          | Finał   |
| Zawodniczka      | Konkurencja         | Czas         | Miejsce      | Czas           | Miejsce        | Czas           | Miejsce        | Czas           | Miejsce |
| ---------------- | ------------------- | ------------ | ------------ | -------------- | -------------- | -------------- | -------------- | -------------- | ------- |
| Kateřina Novotná | Bieg na 500 metrów  | 47,122       | 4.           | Nie awansowała | Nie awansowała | Nie awansowała | Nie awansowała | Nie awansowała | 27.     |
| Kateřina Novotná | Bieg na 1000 metrów | 1:42,495     | 4.           | Nie awansowała | Nie awansowała | Nie awansowała | Nie awansowała | Nie awansowała | 26.     |
| Kateřina Novotná | Bieg na 1500 metrów | 2:35,438     | 3.           |                |                | 2:35,085       | 5.             | Nie awansowała | 15.     |

### Skoki narciarskie
Mężczyźni
| Konkurencja             | Skoczek        | Kwalifikacje | Kwalifikacje | I seria                   | I seria                   | II Seria                  | II Seria                  | Nota  | Pozycja |
| Konkurencja             | Skoczek        | odległość    | nota         | odległość                 | nota                      | odległość                 | nota                      | Nota  | Pozycja |
| ----------------------- | -------------- | ------------ | ------------ | ------------------------- | ------------------------- | ------------------------- | ------------------------- | ----- | ------- |
| Skocznia normalna K-90  | Jan Mazoch     | 88,5         | 110,0        | 88,0                      | 108,5                     | Nie awansował do 2. serii | Nie awansował do 2. serii | 108,5 | 35.     |
| Skocznia normalna K-90  | Jakub Janda    | 80,5         | 92,5         | 86,0                      | 103,0                     | Nie awansował do 2. serii | Nie awansował do 2. serii | 103,0 | 39.     |
| Skocznia normalna K-90  | Jan Matura     | 81,5         | 95,5         | 79,5                      | 91,5                      | Nie awansował             | Nie awansował             | 91,5  | 47.     |
| Skocznia normalna K-90  | Michal Doležal | 81,0         | 91,5         | 77,0                      | 82,5                      | Nie awansował do 2. serii | Nie awansował do 2. serii | 82,5  | 50.     |
| Skocznia duża K-120     | Jan Mazoch     | 111,0        | 96,8         | 114,0                     | 102,7                     | Nie awansował do 2. serii | Nie awansował do 2. serii | 102,7 | 36.     |
| Skocznia duża K-120     | Jakub Janda    | 108,0        | 89,4         | 108,5                     | 91,3                      | Nie awansował do 2. serii | Nie awansował do 2. serii | 91,3  | 44.     |
| Skocznia duża K-120     | Jan Matura     | 102,5        | 79,5         | Nie awansował do konkursu | Nie awansował do konkursu | Nie awansował do konkursu | Nie awansował do konkursu | 37.   |         |
| Skocznia duża K-120     | Michal Doležal | 99,5         | 73,1         | Nie awansował do konkursu | Nie awansował do konkursu | Nie awansował do konkursu | Nie awansował do konkursu | 73,1  | 41.     |
| Konkurs drużynowy K-120 | Jan Matura     |              |              | 99,0                      | 72,7                      | 95,5                      | 64,9                      | 724,6 | 12.     |
| Konkurs drużynowy K-120 | Michal Doležal | 107,0        | 88,1         | 102,0                     | 78,1                      |                           |                           | 724,6 | 12.     |
| Konkurs drużynowy K-120 | Jan Mazoch     | 119,5        | 113,6        | 111,5                     | 96,7                      |                           |                           | 724,6 | 12.     |
| Konkurs drużynowy K-120 | Jakub Janda    | 109,5        | 93,6         | 120,5                     | 116,9                     |                           |                           | 724,6 | 12.     |

### Skeleton
Mężczyźni
| Zawodnik      | Ślizg 1 | Ślizg 2 | Łącznie | Pozycja |
| ------------- | ------- | ------- | ------- | ------- |
| Josef Chuchla | 54,02   | 54,64   | 1:48,66 | 24.     |